# Anguix
Anguix ist eine 156 Einwohner (Stand: 2024) zählende Gemeinde der Provinz Burgos in der Autonomen Gemeinschaft Kastilien-León (Castilla y León). Sie gehört zur Comarca Ribea del Duero.

## Lage
Anguix liegt etwa sechzig Kilometer südsüdwestlich von Burgos inmitten des Weinbaugebiets Ribera del Duero.
Die Einsiedelei San Juan im Gemeindegebiet liegt an dem Pilgerweg zwischen dem Heiligtum von Caravaca de la Cruz und dem Kloster Santo Toribio de Liébana.

## Bevölkerungsentwicklung
| Jahr      | 2001 | 2011 | 2017 |
| Einwohner | 154  | 145  | 134  |

## Sehenswürdigkeiten

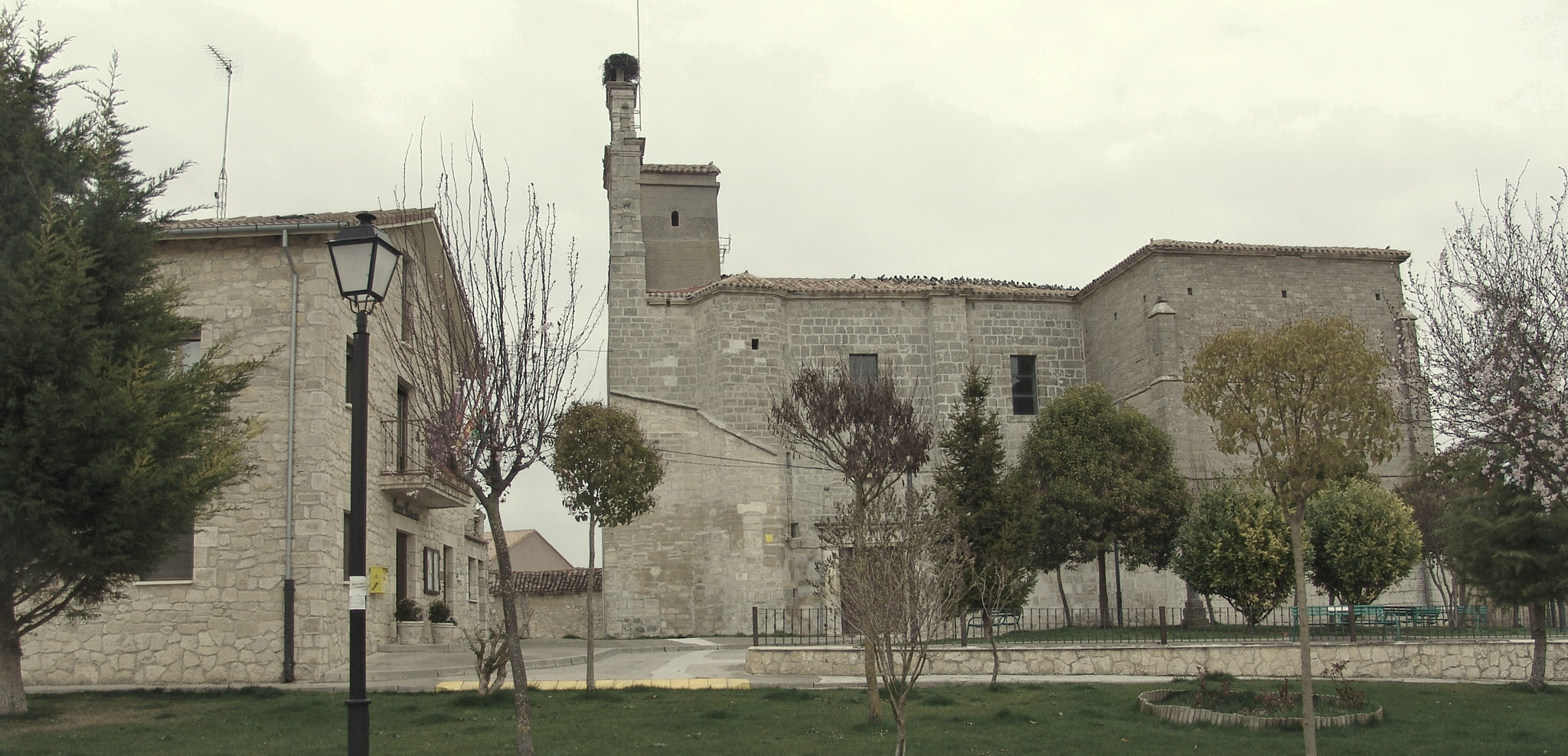
Kirche Mariä Himmelfahrt

- Kirche Mariä Himmelfahrt
- Einsiedelei San Juan von 1737